# Optimisation pour les moteurs de recherche
Pour les articles homonymes, voir SEO (homonymie).
 (septembre 2019).
Si vous disposez d'ouvrages ou d'articles de référence ou si vous connaissez des sites web de qualité traitant du thème abordé ici, merci de compléter l'article en donnant les références utiles à sa vérifiabilité et en les liant à la section « Notes et références ».
 (décembre 2019).

Illustration du principe de fonctionnement du PageRank.

L'optimisation pour les moteurs de recherche, aussi connue sous le nom de référencement naturel et le sigle SEO (de l'anglais « Search Engine Optimization »), inclut l'ensemble des techniques qui visent à améliorer le positionnement d'une page, d'un site ou d'une application web dans la page de résultats d'un moteur de recherche.
Ces techniques cherchent à améliorer la compréhension et la prise en compte de la thématique et du contenu d'une ou de l'ensemble des pages d'un site Web par l'algorithme de classement des moteurs de recherche.

## Historique
L'optimisation pour les moteurs de recherche a commencé dès l'apparition des premiers annuaires et moteurs de recherche en 1994. Le référencement s'est d'abord porté sur des moteurs comme AltaVista ou des annuaires comme Yahoo ! avant de se concentrer sur Google et son algorithme PageRank, puis de se professionnaliser.
L'historique de l'optimisation pour les moteurs de recherche s'assimile aux mises à jour des algorithmes de Google. En effet, en 2020, il est le moteur de recherche le plus utilisé. En France, il regroupe plus de 92  % des requêtes faites sur le Web et plus de 87  % dans le monde.

## Enjeux
L'optimisation pour les moteurs de recherche représente un enjeu à plusieurs niveaux  :
- Rendre un site visible de façon pérenne ;
- Permettre un bon référencement ;
- Capter du trafic qualifié depuis les moteurs de recherche ;
- Augmenter le nombre de  conversions ;
- Construire une image de marque en direction des internautes.

## Techniques d'optimisation
L'optimisation pour les moteurs de recherche est un domaine difficile à quantifier en termes de résultats, puisque les algorithmes changent sans cesse. De nombreux spécialistes en SEO tentent d’examiner le fonctionnement des moteurs de recherche en faisant appel à des techniques d’ingénierie inverse. Ces experts ont identifié de cinquante à cent facteurs de pertinence (sur un total de plus de cinq cent selon les estimations de spécialistes internationaux en SEO) et tentent des corrélations entre ces facteurs et le positionnement dans les pages de résultat. Néanmoins, ces corrélations ne prouvent pas toujours une réelle causalité, et le nombre de facteurs, leurs pondérations, interactions et évolutions rendent ces calculs trop complexes pour permettre une compréhension exacte du fonctionnement algorithmique. Un certain nombre de leviers permettent tout de même de faire une différence dans le référencement.
| Leviers internes | Leviers externes |
| --- | --- |
| - Accessibilité des contenus - Balisage HTML sémantique - Présence de mots clés recherchés dans les balises <title> et <h1> - Mise en place d'une arborescence optimisée - Maillage interne des pages - Contenus de qualité - Quantité de texte dans les contenus - Contenu jugé « frais » (pour les actualités) - Construction des URL - Vitesse de chargement - Pertinence de la page web par rapport à l'intention de recherche ciblée | - Nombre de liens entrants - Qualité des liens entrants (pertinence, autorité...) - Nombre de citations - Partages sur les réseaux sociaux - Présence d'une réelle image de marque / popularité |

Le référencement naturel est un ensemble de techniques destinées à faire apparaître des pages Web dans les résultats non commerciaux des moteurs de recherche. Les informations contenues dans les pages d'un site Web conditionnent en grande partie la qualité du référencement naturel.

### Optimisation sur la forme

#### Balises méta
Les balises Meta (meta tags en anglais) peuvent avoir plusieurs rôles : indiquer le titre de la page et fournir un résumé de son contenu, informer les robots sur certains détails du site, comme la langue utilisée, le type de document consulté, le codage de caractères utilisé, l'auteur de la page, etc. Néanmoins, elles ne jouent pas de rôle pour l'amélioration du positionnement, en tout cas pas chez Google. Elles peuvent également servir à rediriger automatiquement les navigateurs vers une autre page, à interdire la mise en cache ou l'indexation de la page par les moteurs. Le code meta (qui respecte le Hypertext Markup Language) est le suivant (il se situe entre les balises <head> et </head> au début de la page donc) :
<meta name="robots" content="all, index, follow">
Cette balise Meta donne aux robots la directive de suivre et d'indexer la page. Cependant, cette directive est celle de base, ce qui la rend inutile. La balise est plus souvent utilisée pour une directive contraire, indiquant aux robots de ne pas indexer les pages (dans le cas où le webmestre ne peut pas garantir la fiabilité du lien, lorsque le lien est payant ou encore lorsqu'il s'agit de liens d'inscription)  :
<meta name="robots" content="noindex, nofollow">

#### Sélection des mots-clés
La première étape, mais aussi la plus importante, consiste à trouver des expressions de recherche pertinentes. Pour qu'un contenu soit optimal, il est important de cibler un mot-clé principal qui représente une requête et de choisir des mots clés dits secondaires qui seront disséminés tout le long de l'article. Il faut ensuite adapter sa ligne éditoriale en fonction de ce lexique établi afin que le mot-clé principal soit bien repris autant dans la balise <title>, dans l'URL que dans le contenu.

### Référencement

#### Techniqueswhite hatetblack hat
Le référencement se manipule de différentes façons, qualifiées notamment de « white hat » (licites) et « black-hat » (illicites). La base du référencement White Hat cherche à créer un site conçu selon les règles de l'art définies par les moteurs de recherche ainsi qu'un contenu de qualité, pertinent pour l'utilisateur. La base du black hat utilise tous les moyens disponibles (le plus souvent illicites et dénoncés par les moteurs de recherche), quitte à courir le risque de voir son site retiré de l'index des moteurs de recherche.
Quelques techniques white hat consistent à optimiser ses pages en utilisant des mots-clés pertinents et en faisant du « link-building », c'est-à-dire de créer un contenu de qualité sur différents blogs ou annuaires pour obtenir un « backlink ». Quelques techniques black hat consistaient à acheter des liens en masse ou à cacher du texte en le rendant de la même couleur que l'arrière-plan ou en lui donnant un attribut transparent.

#### Techniquesblack hat
Voici quelques techniques considérées comme black hat : 
- Afficher un contenu différent aux moteurs de recherche et à leurs robots d'indexation à l'aide d'un script en JavaScript (technique appelée cloaking), avec une page masquée. Cette technique est proscrite par les moteurs de recherche, et le site sera probablement placé sur une liste noire s'il est repéré, comme dans l'affaire BMW en Allemagne où la firme automobile a été blacklistée par Google qui l'a éliminée de son index en janvier 2006 durant deux jours [14] ;
- Textes ou liens masqués ;
- Mot-clé répété ;
- Inadéquation entre le contenu de la page et sa description ;
- Redirection trompeuse ;
- Génération automatique de contenu ;
- Site ou page répétée (duplication du contenu).
- Achat de liens
- Liens de pied de page
- Texte d'ancrage surutilisé
- Private blog networks (PBN)

Toutes ces techniques sont désormais pénalisées par le moteur de recherche Google.

#### Référencement local
Le référencement local ou SEO local est l'ensemble des techniques qu'il est possible de mettre en place pour améliorer la visibilité des entreprises dans un secteur défini.
Les moteurs de recherche comme Google utilisent trois critères de classement pour les recherches à intention locale :  
- Proximité
- Autorité
- Pertinence.

Et cela passe entre autres par :  
- L'enregistrement d'une entreprise sur Google My Business permet à Google de savoir si elle opère dans l’emplacement physique indiqué, afin de lui donner de meilleures chances d’apparaître dans les résultats de recherche et sur Google Maps[16].
- L'utilisation des balises Schema locales
- Le recensement sur des annuaires locaux. Exemple : Pages jaunes.
- L'optimisation du site sur des mots-clefs locaux, etc.

### Effet de l'E-A-T
E-A-T est l'acronyme des mots anglais expertise, authoritativeNESS et trustworthiness.
En 2018, Google a lancé une nouvelle mise à jour de l'algorithme appelée « Medic Update ». Cette mise à jour visait à donner un meilleur classement de recherche aux sites Web qui publiaient du contenu bien documenté et de bonne réputation. L'EA-T était plus important pour le classement qu'il ne l'était au départ.
L'importance de l'E-A-T est devenue évidente lorsque Google a mis à jour ses directives de classement de la qualité de recherche en mai 2019. Google a alors fourni des précisions par rapport au concept du E-A-T. L'auteur du contenu est-il 1) un expert sur le sujet abordé, 2) une autorité reconnue dans le domaine et 3) fiable (trustworthy).
En 2022, Google remplace l'E-A-T par l'E-E-A-T, en rajoutant la nécessité de l'expérience de l'auteur sur le sujet abordé.

## Lutte contre le référencement abusif
Google a mis en place un arsenal de techniques pour contrer des optimisations qui ne respecteraient pas ses consignes de qualité (vente de liens, texte caché, etc.), on parle de  pénalités. Les pénalités peuvent être de deux types :
- Pénalité algorithmique : la pénalité est consécutive à une mise à jour de l'algorithme ;
- Pénalité manuelle : la pénalité est activée par une action manuelle d'un membre de l'équipe « web spam » de Google, généralement à la suite de la détection d'une actionblack hat.

Google fait évoluer ses algorithmes de manière régulière pour continuer d'améliorer la pertinence de ses résultats, avec des mises à jour de ses filtres antispam. En effet, les professionnels du référencement naturel font aussi évoluer leurs techniques de travail pour tenter de duper l'algorithme et obtenir de meilleurs classements pour les sites sur lesquels ils travaillent.
Parmi les dernières mises à jour importantes de Google, deux ciblaient spécifiquement le référencement abusif :
- Update Panda : pénalité contre les sites ayant peu de valeur ajoutée, trop de publicités ;
- Update Penguin : lutte contre les liens externes abusifs.
- Update Helpful Content : lutte contre les contenus de faible qualité générés par l'intelligence artificielle.

## Critères du SEO
Il existe plusieurs milliers de paramètres utilisés par les algorithmes de position. Selon une étude réalisée auprès de 140 référenceurs, certains critères permettraient de hisser la page dans les premiers résultats naturels, et d'autres généreraient de fortes pénalités de la part de Google.
Principaux critères affectant positivement la position :
- La popularité de la page ;
- La pertinence des pages liantes ;
- Le texte des liens entrants ;
- La pertinence de la page ;
- L'indice de confiance de la page ;
- L'ancienneté du site Web ;
- L'Autorité du nom de domaine ;
- La qualité des liens vers cette page ;
- La qualité du contenu ;
- L'adaptation mobile (responsive) ;
- Le balisage sémantique (H1, H2, Hn…).

Google met à disposition un document de recommandation à l'usage des webmasters et référenceurs. Ce document délivre des conseils pour l'optimisation sur les moteurs de recherche. Il recommande notamment d'éviter « les  astuces  destinées à améliorer le classement sur les moteurs de recherche » et encourage la création de « contenu original qui offre de la valeur ajoutée aux internautes".

## Métier de référenceur
Selon les résultats de l'Observatoire international des métiers de l'Internet, la compétence « optimisation moteurs de recherche » apparaît comme étant l'une des plus recherchées sur l'ensemble des profils professionnels. Si cet aspect apparaît logique pour un webmestre ou un webdesigner, il pourrait, à première vue, sembler moins prioritaire pour d'autres profils, par exemple pour un spécialiste de bases de données Internet ; néanmoins, la cohérence avec laquelle ce dernier organise le fonctionnement de la base de données concernée peut apporter un gain important dans l'optimisation du site. En fait, selon certaines études, la compétence SEO, mise en avant et prouvée, est un atout essentiel dans une phase de recherche d'emploi.
Une étude réalisée par l'association de référencement SEO CAMP a révélé qu'en 2016, 70  % des référenceurs étaient des hommes. 32  % des référenceurs ont entre 26 et 30 ans, 53  % ont moins de cinq ans d'expérience (preuve que le métier est jeune) et 39  % travaillent en Île-de-France. 70  % sont en CDI avec un salaire annuel brut moyen de35 877 €.